# Квадратная мышца подошвы
Квадратная мышца подошвы (лат. Musculus quadratus plantae) — мышца подошвенной части стопы.
По форме напоминает четырёхугольник и залегает под коротким сгибателем пальцев (лат. M. flexor digitorum brevis).
Начинается от нижней и медиальной поверхностей задней части пяточной кости двумя отдельными головками, соединяющимися в общее брюшко. Направляясь вперёд, мышца слегка суживается и прикрепляется к наружному краю сухожилия длинного сгибателя пальцев у места его деления на отдельные сухожилия.

## Функция
Данный мышечный пучок регулирует действие длинного сгибателя пальцев, придавая его тяге прямое направление по отношению к мышцам.